# Design social
 (mars 2020).
Le design social est le design, qui est conscient du rôle et de la responsabilité du designer dans la société, et de l'utilisation du processus de conception pour provoquer un changement social. Le design social est également une discipline critique qui remet en question les pratiques de conception conventionnelles et tente de voir au-delà de cela dans une conception plus inclusive du design, dans laquelle les groupes d'utilisateurs marginalisés ont la priorité.

## Responsabilité
Dans le monde du design, le design social est parfois défini comme un processus de conception qui contribue à améliorer le bien-être humain et les moyens de subsistance. Le design social s’inspire entre autres de l’idée de Victor Papanek selon laquelle les designers et les professionnels de la création ont une responsabilité et sont capables de provoquer un réel changement dans le monde grâce à un bon design. Papanek écrit sur le design responsable. Les concepteurs peuvent contribuer à concevoir des produits plus écologiques en sélectionnant soigneusement les matériaux qu'ils utilisent. Papanek fait également des remarques sur la conception pour les besoins des personnes plutôt que leurs désirs. La conception responsable comprend de nombreuses directions et l'une d'elles est la conception pour le tiers monde. Les concepteurs ont la responsabilité des choix qu'ils font dans les processus de conception. 
La pensée de conception sociale au sein du monde du design associe le développement du capital humain et social à de nouveaux produits et processus rentables. La rentabilité et l'appropriation des processus sont les bases de la durabilité qui sous-tend le bien-être humain[Selon qui ?]. Un autre auteur qui contribue au développement de cette définition du design social est Victor Margolin. Il écrit dans The Politics of the Artificial sur la « capacité du concepteur à imaginer et à donner forme à des produits matériels et immatériels qui peuvent répondre aux problèmes humains à grande échelle et contribuer au bien-être social »[réf. nécessaire]. Cette idéologie est une chose sur laquelle le design social est construit. De ce point de vue, la conception sociale est une activité qui ne doit pas être encadrée par des connotations de charité, de dons, d'aide, etc. Dans le même temps, le design social remet également en question le modèle de conception conventionnel du marché. Alors que traditionnellement, la conception a été abordée comme une profession qui reste strictement responsable des forces du marché, la conception sociale envisage la possibilité d'une conception plus distributive des excédents, en veillant à ce que les avantages des services et des systèmes atteignent un éventail plus large de groupes d'utilisateurs qui peuvent souvent sortir du système de marché.

## Réflexion stratégique
Un autre point de départ pour définir le design social est la réflexion stratégique sur le design. Créer des politiques et les mettre en œuvre au niveau civil. Les deux pôles: la tradition et l'économie de marché peuvent, dans l'un des modèles de conception sociale, être mis en interaction plutôt qu'en concurrence. Un auteur qui doit être mentionné ici est Jacque Fresco et son projet Vénus. Il propose que l'avenir des systèmes sociaux soit conçu par la méthode scientifique. La conception sociale peut alors être considérée comme un processus qui conduit à des capacités humaines qui à leur tour contribuent à leur bien-être. Comme l'écrit Amartya Sen, la pauvreté est considérée comme une privation de capacités. Amartya Sen suggère que le développement dans divers aspects sociaux de la vie peut contribuer au développement général. La compréhension et l'utilisation des processus de conception sociale peuvent contribuer à l'amélioration des moyens de subsistance.

## Conception de systèmes
Une autre dimension de la conception sociale se concentre sur la conception de systèmes qui combinent les éléments de communication, le développement de nouveaux produits et l'environnement. On fait valoir qu’aucun domaine de la conception ne suffit à lui seul à favoriser un développement social durable. Ce qu'il faut, c'est un système de conception, qui englobe tous les domaines de la conception, vers un système ouvert avec des acteurs multiples, auto-ajustables et complémentaires qui visent une vision d'un ensemble commun d'objectifs définis de manière globale.
En dehors du monde du design, le design social apparaît dans un certain nombre d'environnements professionnels. Il y a un nombre croissant d'artistes, en particulier en Scandinavie, qui utilisent le terme design social pour décrire leur travail, bien que le travail soit exposé dans le monde de l'art. Ce sont des artistes comme FOS et Superflex. Ils sortent d'une tradition de l'art social qui peut être ramenée aux futuristes, aux dadaïstes, comme par exemple avec l'artiste allemand Joseph Beuys. Dans le domaine de la pratique, cependant, la conception sociale peut être ancrée plus spécifiquement dans des contextes mondiaux en développement, des espaces inégaux, où la conception n'est pas simplement une tentative de servir quelques-uns, mais plusieurs simultanément. Cette approche est particulièrement adoptée dans le programme MDes en conception sociale de l'Université Ambedkar, Delhi, Inde.

## Le monde social
Le terme « conception sociale » est également de plus en plus utilisé pour décrire la conception du monde social. Cette définition implique une perception d'une réalité créée par l'humain, qui par conséquent ne peut être modifiée que par l’humain. Dans cette perspective, le design social est incontournable, il est là, que les gens en soient conscients ou non. La réalité sociale est créée à la suite de la somme de toutes nos actions individuelles. Il y a une discussion émergente de ce concept de conception sociale, qui englobe toutes les autres définitions du terme.

## Initiatives
- Le Center for Social Design du Maryland Institute College of Art se consacre à démontrer la valeur du design dans la résolution de problèmes sociaux complexes et à préparer la prochaine génération de créateurs de changements créatifs. Le centre abrite le premier programme d'études supérieures diplômantes en design social, le MA in Social Design, lancé en 2011.
- La World Design Research Initiative, alias Worldesign, University of Art and Design Helsinki. Worldesign vise à explorer les problèmes liés au social, au bien-être et à la conception responsable et à générer une théorie, ainsi que des systèmes ou modèles applicables. Ses membres produisent des expositions, des ateliers et des publications, qui fonctionnent comme des outils pour tester et évaluer différentes applications de conception sociale.
- Les architectes Arup Associates ont conçu l'école Druk White Lotus dans l'Himalaya indien selon des principes de conception sociale.
- L'Université des Arts Appliqués de Vienne possède une maîtrise dédiée aux défis des systèmes sociaux urbains et aux questions connexes. Le programme est orienté vers les diplômés de divers domaines d'études utilisant des équipes transdisciplinaires. L'art en synergie avec les méthodes et connaissances scientifiques liées au projet qui sont considérés comme un outil d'innovation urbaine.
- L'Université de technologie de Sydney a introduit un baccalauréat en intelligence créative et innovation en 2014, qui doit être complété par un autre diplôme de premier cycle. Avec un fort accent sur le développement de nouvelles solutions pour les problèmes sociaux, il permet aux étudiants "de participer à un diplôme transdisciplinaire tourné vers l'avenir, unique au monde, qui prend de multiples perspectives dans divers domaines, intégrant une gamme d'expériences de l'industrie, des projets du monde réel et des propositions auto-initiées - équiper les étudiants pour relever les défis complexes et les opportunités inexploitées de notre temps.
- L'École de design de l'Université Ambedkar de Delhi, en Inde, propose un doctorat en design social. Le programme a débuté en 2013. À la base, la philosophie du programme est de rendre le design plus inclusif, au niveau de la création et aussi au niveau des utilisateurs.
- En Espagne, le Diseño Social EN + travaille à l'intégration de designers et d'ONG socialement concernées pour les aider à améliorer la qualité de leurs communications, que ce soit par la formation ou par la connexion entre designers et organisations. Il a été lancé en 2011.
- En Belgique, à Liège, l'association ETNIK'Art se consacre à l'innovation sociale par la pratique du design social et de l'innovation ouverte et se place en créateur de configuration tiers-lieu.